# 醸造年度
醸造年度（じょうぞうねんど）または酒造年度（しゅぞうねんど）は、日本の酒造業界・醸造業界における1年の区切り方（年度）であり、毎年の7月1日から翌年の6月30日までをいう。単に製造年度（せいぞうねんど）ともいう。
英語でBrewery YearということからBYと略される。年数字には元号を用いることが多い。たとえば2015年7月1日から2016年6月30日は、2015年が平成27年であることから「27BY」または「BY27」と記される。ただし、年数字に西暦を用いる酒造会社もある。
酒税の基本となる酒類の製造量を把握するために1896年（明治29年）制定の酒造税法（現在の酒税法）で、毎年10月1日から翌年9月30日と定められたのが始まりで、1965年（昭和40年）の国税庁通達で清酒製造の実態に合わせて酒類原料米の割り当て等を行うことを目的に、7月から6月までに改められた。
日本酒等の場合、古酒や大古酒といった語の定義は統一されていない（泡盛については、公正競争規約で「古酒」（クース）の定義が定められている）。蔵人言葉では、醸造年度を越したものはすべて「古酒」と呼ぶ。したがって、6月に造った酒でも9月に出荷すれば「古酒」である。